# Michális Makroulákis
Michális Makroulákis (en grec moderne : Μιχάλης Μακρουλάκης), né le 31 mai 1940 à Ermoúpoli et mort le 29 novembre 2023 à Athènes, est un peintre, scénographe et costumier grec.

## Biographie
Michális Makroulákis naît dans la ville d'Ermoúpoli sur l'île de Sýros dans l'archipel des Cyclades le 31 mai 1940,, où il vit jusqu'en 1957, date à laquelle il s'installe à Athènes, où il étudie la peinture, la scénographie et la conception de costumes au sein de l'École Doxiádis, auprès d'artistes tels que Yannis Tsarouchis, Spýros Vassilíou, Tássos, Thanássis Apártis et d'autres.
Son contact avec la peinture commence dès l'adolescence, tandis que sa relation avec la photographie se développe au cours de la période entre 1959 et 1964, lorsqu'il travaille aux côtés de Yannis Tsarouchis. Il emprunte à Tsarouchis la mise en scène des personnages dans ses tableaux et à Níkos Nikoláou la technique de l'émulsion à l'œuf. Au cours de la période entre 1963 et 1966, il travaille en tant que scénographe pour le compte de différentes scènes théâtrales d'Athènes, mais décide de se consacrer à la peinture. Sa rencontre avec Periklís Vyzántios, dans un restaurant situé au numéro 18 de la rue Tsakálof, dans le quartier athénien de Kolonáki, est d'une importance décisive pour la suite de sa carrière, car elle lui permet d'entrer en contact avec sa fille, Mariléna Liakopoúlou, propriétaire de la galerie Galerie d'art d'Athènes - Hilton (grec moderne : Αίθουσα Τέχνης Αθηνών - Χίλτον), avec laquelle il collabore pendant les vingt-cinq années qui suivent. En 1969, il organise sa première exposition personnelle de paysages insulaires, dont le catalogue est présenté par Tsarouchis. Au cours de cette même période, la Hammer Gallery de New York lui propose d'y travailler pendant un an et d'y organiser une exposition, mais, sur l'insistance de son ami persan, Bizan Saffari, il accepte ses offres répétées d'un court séjour à Téhéran. Ainsi, en 1971, à l'occasion de la réalisation d'un portrait de la reine d'Iran, Farah Pahlavi, il se rend dans le pays asiatique où il s'installe et vit jusqu'à la chute du régime du Shah, en 1978,. À partir de 1980, il se rend régulièrement sur l'île de Sýros, plus précisément dans le village de Parakopí, où réside la sœur de son père, tandis que depuis 1991, il habite dans le village de Fínikas.
Il commence à exposer ses œuvres en 1963 et, depuis lors, il présente diverses œuvres dans le cadre d'expositions collectives et individuelles en Grèce et à l'étranger (Allemagne, Iran , etc.).
Il meurt le 29 novembre 2023 dans la ville d'Athènes, où il est hospitalisé à la suite d'un important accident vasculaire cérébral survenu au cours de l'été précédent, à l'âge de 83 ans,.

## Œuvre
Au début de sa carrière artistique, Michális Makroulákis se consacre à la peinture de paysages et plus particulièrement à la représentation réaliste des paysages grecs. Plus tard, il s'oriente vers les natures mortes et la représentation de décors intérieurs, tout en introduisant des éléments de l'école persane, manifestement influencée par son long séjour à Téhéran.